# L'Air sur la quatrième corde
L'Air sur la quatrième corde est un roman de Louis Chauvet paru en 1953 aux éditions Flammarion et ayant reçu le prix Interallié la même année.

## Éditions
- L'Air sur la quatrième corde, éditions Flammarion, 1953.